# Okiscarta uchidae
Okiscarta uchidae is een halfvleugelig insect uit de familie schuimcicaden (Cercopidae). De wetenschappelijke naam van deze soort is voor het eerst geldig gepubliceerd in 1906 door Matsumura.